# Dolby TrueHD
Il Dolby TrueHD è uno standard proprietario di audio digitale sviluppato dalla Dolby Laboratories nel 2005 la quale ne detiene anche i diritti di utilizzo. È lo standard di audio digitale in grado di offrire la maggiore qualità audio tra quelli basati sui canali (5.1 o 7.1) sviluppati dalla Dolby Laboratories. È stato adottato dai supporti per video Blu-ray Disc e HD DVD. Può essere utilizzato per le soluzioni home theater per riprodurre sistemi basati sugli oggetti sonori (es. Dolby Atmos), con l'aggiunta di un substream codificato spazialmente.

## Caratteristiche principali
- Compressione dati lossless
- Fino a 14 canali audio (limitato a 8 canali audio nei Blu-ray Disc e HD-DVD)
- Risoluzione audio fino a 24 bit/192 kHz
- Controllo della gamma dinamica
- Supportato dalla connessione HDMI versione 1.3